# Stjepan Seder
Stjepan A. Seder (Sremski Karlovci, 1941) diplomirani je pravnik, pisac, hroničar i kulturni radnik.

## Biografija
Rođen je 27. januara 1941. godine u Sremskim Karlovcima, gde i danas živi. Završio je Karlovačku gimnaziju i Pravni fakultet u Novom Sadu.
Tokom života ostvario je zapaženu radnu karijeru. U Naftagas prometu, današnji NIS, radio je 35 godina, gde je počev od stručnog saradnika, napredovao do šefa pravne službe i pomoćnika direktora. U međuvremenu je imenovan i na funkciju Opštinskog sekretara za privredu i finansije centralne novosadske opštine i Predsednika Izvršnog veća Opštine Sremski Karlovci (danas bi to odgovaralo funkciji Predsednika Opštine).
Još pre penzionisanja je počeo da se bavi istraživačkim radom, da piše i objavljuje. Njegovo interesovanje je bila tradicionalna kultura, pre svega tradicionalna kultura Podunavskih Švaba, kojima i sam pripada. Na tom polju se dodatno angažovao i 2002. godine je, kao predsednik inicijativnog odbora, osnovao Nemačko udruženje za dobrosusedske odnose KARLOWITZ, kasnije preimenovano u Kulturni centar Podunavskih Švaba KARLOWITZ. Iste godine je, kao predsednik Nemačkog udruženja za dobrosusedske odnose KARLOWITZ, organizovao Festival kuglofa. Pokrenuo je 2003. godine časopis za suživot i kulturu Podunavskih Švaba FENSTER, koji kao javno glasilo izlazi i danas. Autor je više izložbi, koncerata, tribina, predavanja i okruglih stolova i organizator gostovanja većeg broja pozorišnih predstava.
Kupio je 2008. godine najstariju kuću u Sremskim Karlovcima, staru oko 250 godina, koju su sagradili i u njoj živeli sremskokarlovačke Podunavske Švabe. To je kuća od naboja, trščara, koju je restaurirao i priveo nameni. U njoj je organizovao muzej - etno postavku seoskog domaćinstva Podunavskih Švaba iz druge polovine 18. veka, koja je otvorena za posete 2013. godine.
Autor je nekoliko filmova posvećenih Festivalu kuglofa i dokumentarnog filma Budućnost sećanja, u trajanju od 58 minuta.

## Bibliografija
Svoje radove je počeo da objavljuje tek u šestoj deceniji, a i to je bilo uslovljeno istraživačkim radom, kojim je počeo da se bavi, istražujući po arhivama u potrazi za svojim korenima. Pisanjem se bavio i u ranijem periodu, ali radove nije objavljivao, izuzev tekstova koje je pisao za novine koje je izdavalo preduzeće u kojem je radio. Tako ne možemo tretirati ni pesme koje je pisao kao gimnazijalac, jer je iste objavio tek 2015. godine. 
- Poreklo prezimena Seder, dokumentarna, NUDO KARLOWITZ -2002.
- Prvoj smrt, drugoj patnja, trećoj hleb, dokumentarna, NUDO KARLOWITZ - 2002.
- Recepti za kuglof, u koautorstvu sa Plamenkom Vuletić, NUDO KARLOWITZ – Zitta 2003.
- Plitki grobovi, roman, NUDO KARLOWITZ - 2006.[2]
- Kuglofi i štolen, KCPŠ KARLOWITZ – 2009.
- Neobično putovanje, pripovetke, KCPŠ KARLOWITZ - 2012.
- Kunigunde, roman, KCPŠ KARLOWITZ – 2013.[3]
- DETE i nekolike pesme, EIN KIND und ein paar Lieder, pesme, izdata dvojezično – srpski/nemačkiIzdavač:Fondacija ZAVIČAJNA KUĆA - 2015.
- Fondacija ZAVIČAJNA KUĆA – muzej, turistička publikacija, objavljena na srpskom, nemačkom, engleskom i turskom jeziku, Fondacija ZAVIČAJNA KUĆA – 2016.
- Građani šest država, roman, Fondacija ZAVIČAJNA KUĆA - 2017.[4]

Autor je i većeg broja tekstova od kojih je većina objavljena u listovima Dnevnik, Danas i Fenster. Većina tih tekstova je prevedena na nemački, a pojedini su objavljeni i u inostranoj štampi. Svoje radove je imao prilike da predstavi u Kulturnom centru Beograda, kao i Kulturnom centu Zrenjanina, Biblioteci u Vršcu, Sremskim Karlovcima (više puta) i još nekoliko mesta u Vojvodini. 
Njegov književni rad je u domaćoj i inostranoj javnosti ocenjen veoma pozitivno, o čemu su pisali i dnevne novine La Voce del Popolo i Dolomiten.

## Spoljašnje veze
- Zvanični veb-sajt